# Brett Gray
Brett Gray, född 7 augusti 1996 i Philadelphia, är en amerikansk skådespelare.
Gray har bland annat medverkat i TV-serierna On My Block (2018-2021), Star Trek: Prodigy (2021-2022) och I'm a Virgo från 2023.

## Filmografi (i urval)
- 2018–2021 – On My Block (TV-serie)
- 2021–2024 – Star Trek: Prodigy (TV-serie)
- 2023 – I'm a Virgo (TV-serie)